# Crocidura theresae
Crocidura theresae är en däggdjursart som beskrevs av Henri Heim de Balsac 1968. Crocidura theresae ingår i släktet Crocidura och familjen näbbmöss. IUCN kategoriserar arten globalt som livskraftig. Inga underarter finns listade i Catalogue of Life.
Artpitetet i det vetenskapliga namnet hedrar Marie-Thérèse Guilbot som hjälpte Heim de Balsac under flera år.
Denna näbbmus förekommer i västra Afrika från Sierra Leone till västra Ghana. Från Liberia finns hittills inga fynd men arten kan leva där. Habitatet utgörs av fuktiga savanner och av landskap som är en blandning av savanner och skogar.